# Adriana López-Arbarello
Adriana López-Arbarello (* in Buenos Aires) ist eine argentinische Wirbeltierbiologin und -paläontologin. Seit 2006 arbeitet sie als wissenschaftliche Mitarbeiterin an der Bayerischen Staatssammlung für Paläontologie und Geologie in München an verschiedenen Projekten, vorrangig über die Evolution verschiedener Fischgruppen.

## Werdegang
López-Arbarello schloss ein Biologiestudium an der Universidad de Buenos Aires 1993 mit der Licenciatura (Diplom) ab und wurde dort 1999 promoviert.
1999 bis 2000 war sie im Rahmen eines DAAD-Stipendiums am Museum für Naturkunde der Humboldt-Universität in Berlin und 2000 bis 2002 im Rahmen eines Postdoktoranden-Stipendiums des argentinischen CONICET an der Universidad de Buenos Aires tätig.
Während einer Mutterschaftsauszeit arbeitete sie 2002 bis 2003 ehrenamtlich am Museo Paleontológico Egidio Feruglio in Trelew (Argentinien), 2003 bis 2004 am Berliner Naturkundemuseum und 2005 an der Bayerischen Staatssammlung mit, wo sie 2006 als wissenschaftliche Mitarbeiterin angestellt wurde.

## Forschungsgebiete
López-Arbarello befasst sich mit der Evolution der Semionotiformes, einer wichtigen Gruppe mesozoischer Fische, und weiterer basaler Neuflosser (Neopterygii), sowie mit Fischfaunen aus dem oberen Jura der süddeutschen Plattenkalke und mit oberjurassischen Chondrostei aus Südamerika.
Vor ihrer Münchner Zeit hat sie zwei der ältesten bekannten Percomorphen, Saldenioichthys und Indiaichthys, sowie mehrere Fische aus der Trias Argentiniens beschrieben.
2012 beschrieb sie die Semionotiformes-Familie Callipurbeckiidae mit der Typusgattung Callipurbeckia und den knochenhechtartigen Fisch Scheenstia – beide aus der basalen Neuflosser-Gruppe Ginglymodi – sowie zusammen mit Oliver Rauhut die oberjurassische Echse Oenosaurus, eine nahe Verwandte der heutigen Brückenechsen.